# Audi Q7
L'Audi Q7 è un'autovettura di tipo SUV prodotto dalla casa automobilistica tedesca Audi, derivato dal prototipo Pikes Peak quattro Concept presentato al pubblico nel 2003. La versione definitiva è stata esposta nel settembre 2005 e messa in vendita nel gennaio 2006. 
Dal 2015 è in produzione la seconda serie.

## Prima serie (2005-2015)

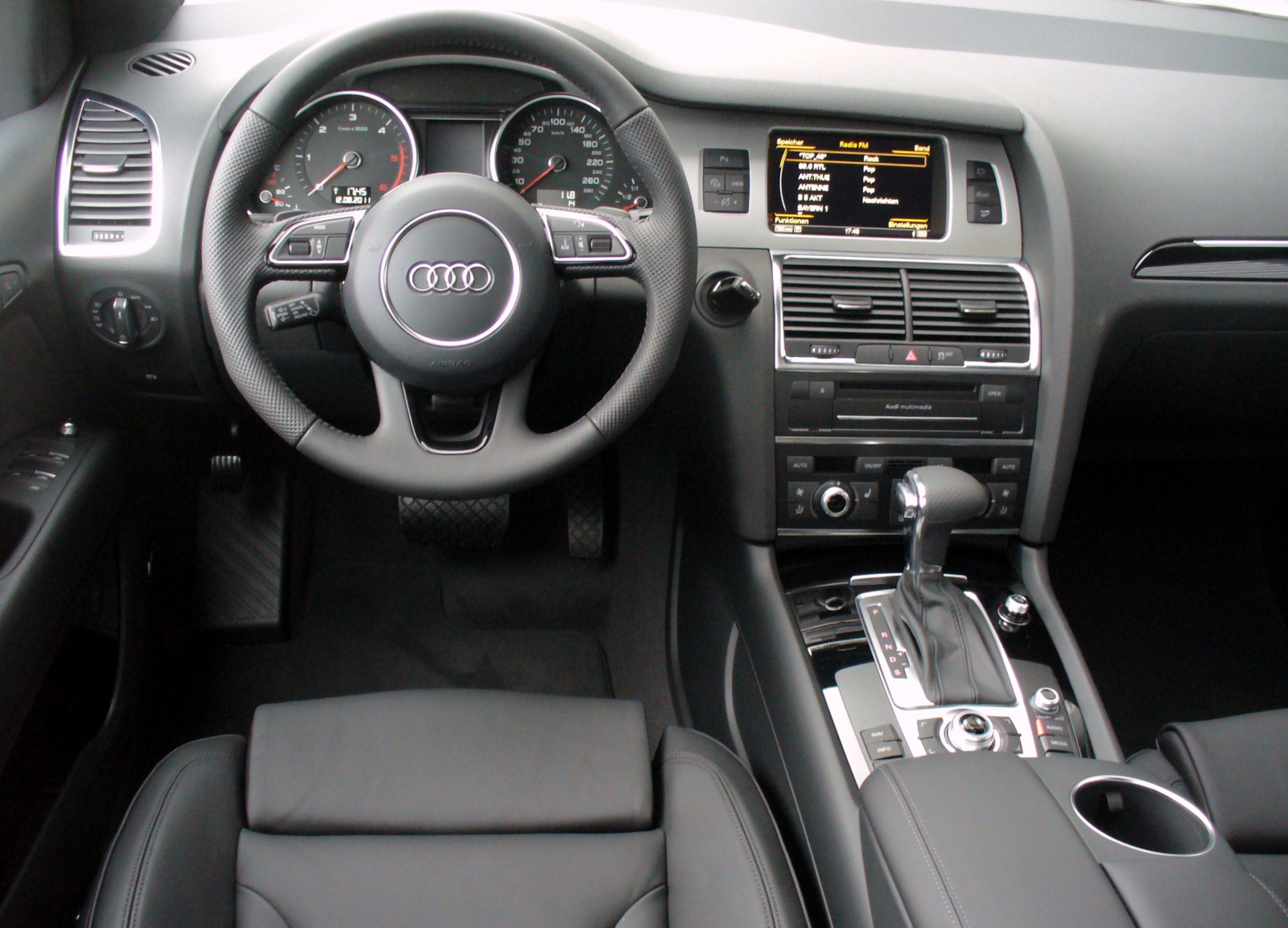
Interni

Nel 1980, da un'idea di Ferdinand Piëch, allora capo del gruppo Volkswagen, la Audi iniziò a sviluppare per la prima volta nella sua storia modelli a trazione integrale, tra cui citiamo la famosa coupé sportiva Audi quattro, che ha partecipato a numerosi rally ottenendo ottimi risultati. In genere, la trazione integrale viene impiegata solo sui modelli Audi ad alta potenza o grossa cilindrata. Tutte le Audi a quattro ruote motrici vengono contraddistinte dalla sigla quattro.
Fino a quel momento la casa di Ingolstadt aveva sviluppato e prodotto vetture sportive, coupé, berline, station wagon, utilitarie e berline compatte, ma non SUV. Il Q7 è quindi il primo SUV di lusso Audi in produzione, con trazione integrale. Dato il successo del Q7, il modello è affiancato da novembre 2008 da una versione più piccola, simile alla BMW X3, denominata Q5.
Nella sua progettazione e realizzazione è stata utilizzata l'esperienza maturata con gli altri SUV del gruppo Volkswagen, e cioè il Volkswagen Touareg e indirettamente il Porsche Cayenne, da cui provengono varie parti della vettura, il pianale e l'impostazione meccanica. Per quanto riguarda il design, forte è il richiamo alle altre Audi del momento, come la calandra single-frame che contraddistingue tutti i modelli più recenti. Il designer è Walter Dè Silva che ha firmato tutte le Audi di ultima generazione, venendo anche designato alla direzione stilistica di tutto il gruppo Volkswagen.
I concorrenti più diretti del Q7 nella fascia dei SUV di grosse dimensioni sono BMW X5 e Mercedes-Benz Classe M.
Il Q7 è sempre stato uno dei SUV più grandi e confortevoli in commercio. Gli è stato effettuato un leggero restyling alla fine del 2009.
Per quanto riguarda la sicurezza automobilistica, il Q7 è stato sottoposto al crash test dell'EuroNCAP nel 2006, totalizzando il punteggio di quattro stelle su cinque.
Nel 2005, poco dopo il lancio sul mercato della versione standard, è stata creata una versione speciale del Q7 in unico esemplare alimentata in maniera ibrida. Il propulsore 4.2 FSI V8 da 350 cv e 440 Nm di coppia era infatti abbinato ad un motore elettrico che permetteva di generare 200 Nm in più. Entrambi sono gestiti da un cambio Tiptronic a sei velocità e permettono al mezzo di accelerare da 0 a 100 km/h in 6,2 secondi, con un consumo medio di 12 litri di carburante per una distanza di 100 km.

### Caratteristiche tecniche
Il Q7 è lungo 5.09 metri, largo quasi 2 metri, ed il suo abitacolo può ospitare fino a sette passeggeri. I propulsori sono di ultima generazione: tra quelli benzina ci sono il 3.6 FSI V6 da 280 cv e il 4.2 FSI V8 da 350 cv (disponibili dal 2006 al 2010) ed il 3.0 V6 TFSI da 270 cv e 333 cv (dal 2010). I propulsori diesel sono il 3.0 V6 TDI da 204 cv (dal 2010) e 239 cv (anche Euro 6) e il 4.2 V8 TDI da 326 cv (fino al 2010) e da 340 cv (dal 2010). Dal 2009 è disponibile anche un propulsore ad alte prestazioni a gasolio, un 6.0 V12 TDI da 500 cv e 1000 Nm di coppia massima (già da 1750 giri/min), che è il motore a gasolio (per uso stradale) più potente al mondo. La trazione è integrale permanente di serie quattro. Il cambio è un automatico/sequenziale a otto rapporti tiptronic (dal 2010), tranne per il V12 che ne ha sei.

### Motorizzazioni
| Modello                              | Disponibilità       | Motore  | Cilindrata (cm³) | Potenza         | Coppia max (Nm) | Emissioni CO2 (g/km) | 0–100 km/h (secondi) | Velocità max (km/h) | Consumo medio (km/l) |
| 3.0 V6 TFSI quattro Tiptronic        | dal 2010            | Benzina | 2995             | 200 kW (272 Cv) | 400             | 249                  | 7.9                  | 222                 | 8.9                  |
| 3.0 V6 TFSI 333 Cv quattro Tiptronic | dal 2010            | Benzina | 2995             | 245 kW (333 Cv) | 440             | 249                  | 6.9                  | 243                 | 8.9                  |
| 3.6 V6 FSI quattro                   | dal 2007 al 2010    | Benzina | 3597             | 206 kW (280 Cv) | 360             | 304                  | 8.3                  | 225                 | 7.4                  |
| 4.2 V8 FSI quattro Tiptronic         | dal debutto al 2010 | Benzina | 4163             | 257 kW (350 Cv) | 440             | 304                  | 7.4                  | 244                 | 10.3                 |
| 3.0 V6 TDI quattro Tiptronic         | dal 2010            | Diesel  | 2967             | 150 kW (204 Cv) | 450             | 189                  | 9.1                  | 202                 | 13.7                 |
| 3.0 V6 TDI 233 Cv quattro Tiptronic  | dal debutto al 2008 | Diesel  | 2967             | 171 kW (233 Cv) | 500             | 282                  | 9.1                  | 210                 | 8.9                  |
| 3.0 V6 TDI 240 Cv quattro Tiptronic  | dal 2007 al 2011    | Diesel  | 2967             | 176 kW (240 Cv) | 550             | 195                  | 7.9                  | 215                 | 13.2                 |
| 3.0 V6 TDI 245 Cv quattro Tiptronic  | dal 2011            | Diesel  | 2967             | 180 kW (245 Cv) | 550             | 195                  | 7.9                  | 215                 | 13.2                 |
| 4.2 V8 TDI quattro Tiptronic         | dal 2007            | Diesel  | 4134             | 250 kW (340 Cv) | 880             | 242                  | 6.4                  | 242                 | 10.4                 |
| 6.0 V12 TDI quattro Tiptronic        | dal 2007 al 2012    | Diesel  | 5934             | 368 kW (500 Cv) | 1000            | 298                  | 5.5                  | 280                 | 8.4                  |

## Seconda serie (2015-)

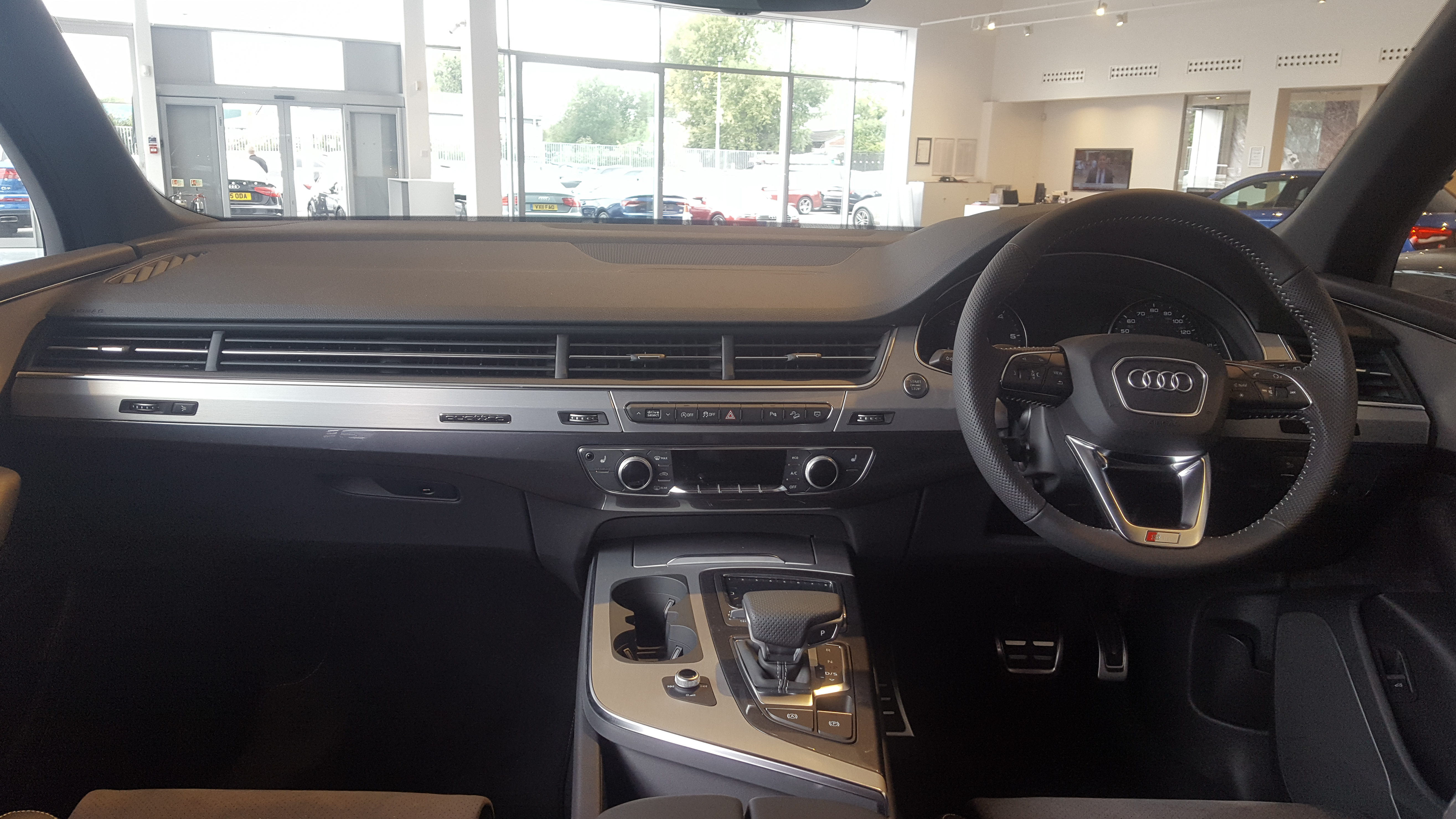
Interni

La seconda generazione dell'Audi Q7 è stata presentata al Salone dell'automobile di Detroit del 2015.
Rispetto al suo predecessore, l'Audi Q7 è leggermente più piccolo e fino a 325 Kg più leggero.
Debutta anche una versione ibrida plug-in chiamata Q7 e-tron, alimentata da un motore diesel 3.0 TDI V6 accoppiato con un motore elettrico collocato nella scatola del cambio,  per fornire un totale di 374 CV e 700 Nm di coppia sulle quattro ruote. Il motore è alimentato da batterie da 17,3 kWh agli ioni di litio che dovrebbe permettere un'autonomia solo elettrica di 56 km. Le emissioni di CO2 sono di 50 g/km e il consumo di carburante è di 1,7 l/100 km.
In Cina e in Nord America (Stati Uniti d'America e Canada) esiste anche la versione a benzina con trazione integrale mossa da un 2.0 da quattro cilindri con la potenza di 252 CV ovvero la 2.0 TFSI quattro.

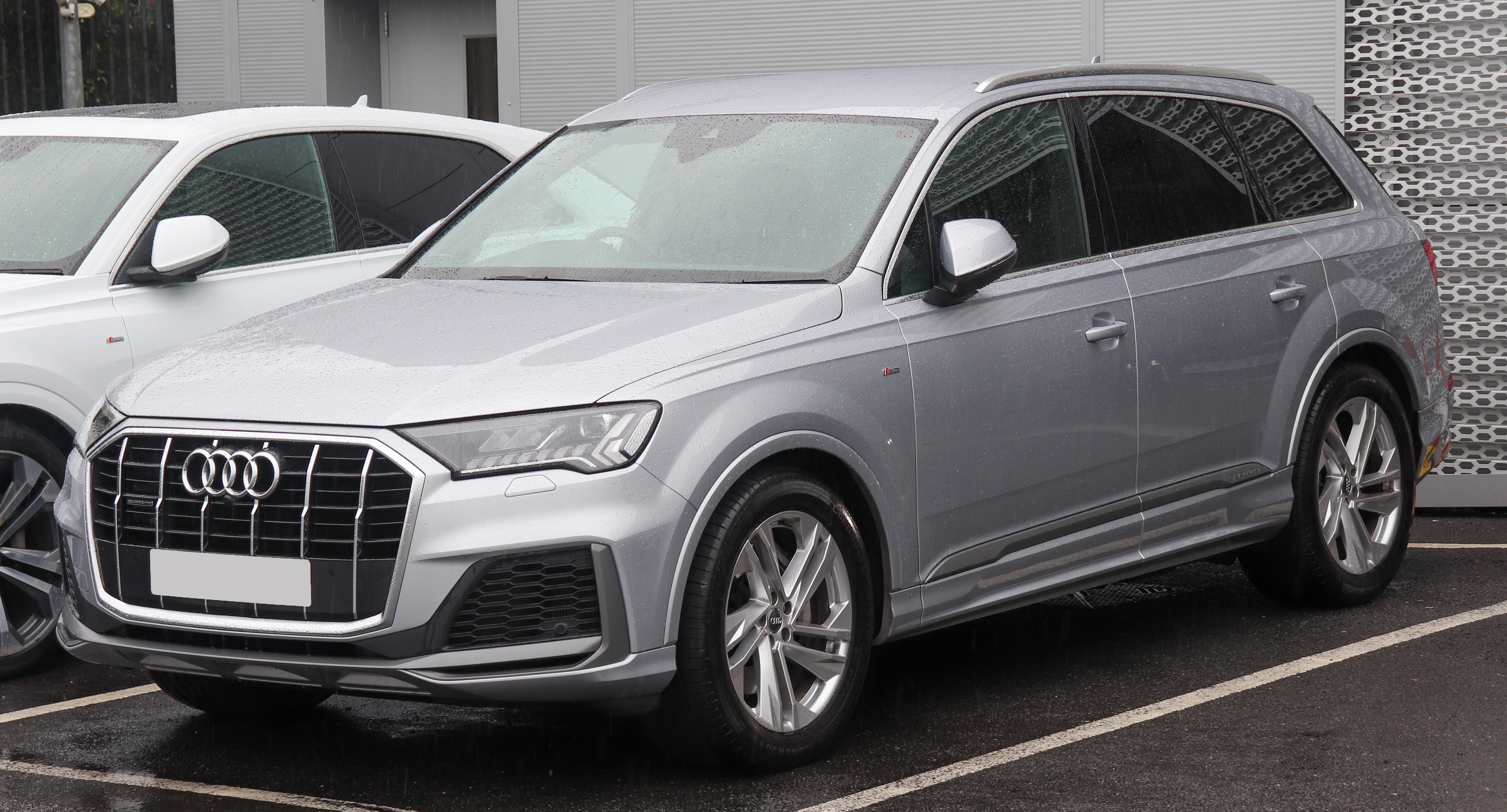
Restyling 2020

### Restyling 2020
Nel 2020 ha subito un profondo restyling, introducendo molte modifiche estetiche tra cui una nuovi calandra e griglia del radiatore, paraurti anteriore e posteriore, minigonne laterali, finiture cromate per il portellone e terminali di scarico ridisegnati. La dotazione di serie comprende vernice bicolore di serie, che mette in risalto lo splitter anteriore, le minigonne laterali, i passaruota e il diffusore posteriore in antracite, nuova gamma di motori mild hybrid e un telaio raffinato. All'interno, Audi ha installato un nuovo sistema di infotainment con doppio touchscreen. Anche il cruscotto e la console centrale sono stati aggiornati per accogliere il nuovo sistema.

### Motorizzazioni
| Modello                          | Disponibilità | Motore                     | Cilindrata (cm³) | Potenza         | Coppia max (Nm) | Emissioni CO2 (g/km) | 0–100 km/h (secondi) | Velocità max (km/h) | Consumo medio (km/l) |
| 3.0 TFSI quattro Tiptronic       | dal 2015      | Benzina                    | 2995             | 245 kW (333 CV) | 440             | 179                  | 6.1                  | 250                 | 13.0                 |
| 3.0 TDI ultra quattro Tiptronic  | dal 2015      | Diesel                     | 2967             | 160 kW (218 CV) | 500             | 144                  | 7.1                  | 216                 | 18.2                 |
| 3.0 TDI quattro Tiptronic        | dal 2015      | Diesel                     | 2967             | 200 kW (272 CV) | 600             | 149                  | 6.3                  | 234                 | 17.5                 |
| SQ7 4.0 TDI quattro Tiptronic    | dal 2016      | Diesel                     | 3956             | 320 kW (435 CV) | 900             | 189                  | 4.8                  | 250                 | 13.9                 |
| 3.0 TDI e-tron quattro Tiptronic | dal 2015      | Ibrida Ricaricabile Diesel | 2967             | 275 kW (374 CV) | 700             | 48                   | 6.2                  | 230                 | 55.6                 |